# St.-Georgs-Kapelle (Bockleben)

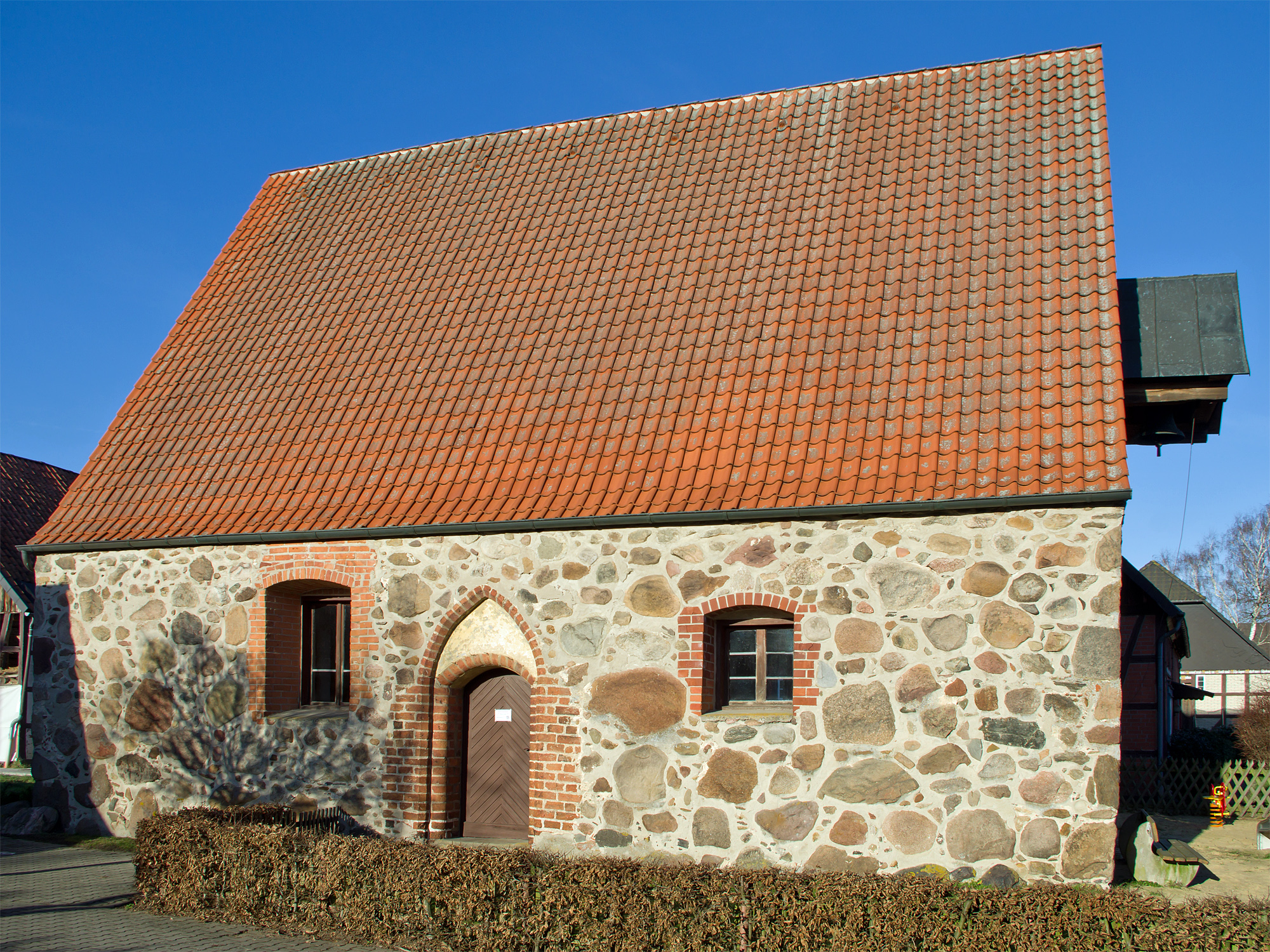
St.-Georgs-Kapelle

Die evangelisch-lutherische, denkmalgeschützte St.-Georgs-Kapelle steht  in Bockleben, einem Ortsteil der Gemeinde Lemgow im Landkreis Lüchow-Dannenberg in Niedersachsen. Die Kapellengemeinde gehört von alters her zur Kirchengemeinde von Predöhl im Kirchenkreis Lüchow-Dannenberg im Sprengel Lüneburg der Evangelisch-lutherischen Landeskirche Hannovers.

## Beschreibung
Das Dorf verfügte schon im Mittelalter über eine eigene Kapelle. Sie wurde im 15. Jahrhundert aus Feldsteinen gebaut und ist mit einem Satteldach bedeckt. Sie hat keinen Kirchturm, sondern am Giebel im Osten einen Glockenerker, in dem eine Kirchenglocke hängt, die 1869 gegossen wurde. Im Süden befindet sich ein Portal im segmentbogigen Gewände, spitzbogig umrahmt. Der Innenraum ist von einer Holzbalkendecke überspannt. An den Wänden befinden sich Weihekreuze. Der Blockaltar, der aus Feldsteinen aufgemauert wurde, ist im Jugendstil bemalt. An der Altarrückwand befindet sich ein Gemälde über das Abendmahl, die Kopie eines Werkes von Leonardo da Vinci. Zur musikalischen Untermalung gibt es ein Harmonium.